# KHNL
KHNL ("KHNL NBC 8") es la estación de televisión afiliada a la NBC en el estado de Hawái, en los Estados Unidos. Con sede en Honolulu, KHNL trasmitió por primera vez como Canal 13 el 4 de julio de 1962 bajo la sigla KTRG desde un transmisor ubicado en la cima del Hawaiian Village Hotel en Waikiki. La televisora actualmente está en manos de Raycom Media y tiene cobertura satelital en todas las Islas Hawaianas para retransmitir programas fuera del área metropolitana de Honolulu. Su transmisor principal se ubica en Honolulu. KHNL también se ve en el canal de cable 8 en Oceanic Cable, razón por la cual se refiere a la señal como "KHNL NBC 8" a pesar de que esa no es la frecuencia en la señal abierta. Además, KHNL es la estación hermana de KFVE-TV, la señal local afiliada a MyNetworkTV.

## Historia

### Primeros años
Sin estar afiliada a alguna televisora nacional, KTRG transmitía programación en inglés y japonés. Tenía un noticiero local llamado "Nightly News". Bajo nuevos dueños en 1967, KTRG se convirtió en KIKU, el cual ofrecía programación en japonés de 5:00 a 10:00 p. m., seguido de la programación en inglés de 1:00 a 5:00 p. m., y de 10:00 a 11:00 p. m. Los programas en inglés incluían películas antiguas, westerns, y dibujos animados. A finales de la década de 1970 la televisora emitía programación en inglés de 7.00 hasta las 19.00 y la programación en japonés de 19.00 a 22.00, y luego retornaba la programación en inglés pasadas las 22.00 hasta el cierre de transmisiones. 
En 1981 la estación de TV se convirtió en un canal que emitía programación completamente en inglés, entre series, películas y dibujos animados. La programación en japonés se trasladó a varias estaciones en UHF. 
En 1984, la sigla fue cambiada nuevamente de KIKU a KHNL y se apodó a sí misma como la "Alternativa Noticiosa" ("News Alternative") y "Free Movie Channel". La televisora también comenzó a emitir competencias atléticas de la Universidad de Hawái en Manoa.

### Afiliación a FOX
En 1986, KHNL firmó un contrato de programación con la naciente FOX Network, la cual comenzó a transmitir en 1987 programas como Joan Rivers Show, Tracey Ullman Show, y Married with Children. No fue sino hasta 1993 que KHNL adoptó el nombre FOX13. Al año siguiente, KHON anunció que terminaba su afiliación con NBC. Desde que perdió su afiliación con FOX, KHNL decidió afiliarse con NBC.

### Afiliación a NBC
Con la nueva afiliación, KHNL comenzó la construcción en 1995, del primer departamento de prensa completamente digital en el mundo. Fue una de las últimas estaciones de televisión grandes en Hawái en poner al aire un noticiero. Fue también la primera estación de noticias en utilizar fibra óptica para realizar despachos noticiosos en directo desde las islas vecinas. Los antiguos lectores de noticias de KITV Dan Cooke y el lector de deportes Robert Kekaula se cambiaron a KHNL durante ese tiempo para comenzar las primeras transmisiones. Ese mismo año, KHNL creó un nuevo nombre para su marca, KHNL Hawaii News 8. Con todos los cambios, KHNL logró exitosamente escalar en las cifras de audiencia que su rival KHON había liderado por décadas. El 1 de enero de 1996, KHNL se convirtió oficialmente en la nueva afiliada de NBC, convirtiéndose en NBC Hawaii News 8. Durante 1996, la televisora ganó el primer premio Emmy recibido por una estación de televisión local. Al año siguiente, la estación hizo un trato con el periódico Honolulu Star-Bulletin para utilizar servicios de encuestas. En los años siguientes, los lectores de noticias y reporteros han ido y venido. En 2003, KHNL llamó la atención de todo el país al colocar al perro cómico Triumph como lector del pronóstico del tiempo. Triumph fue invitado a la televisora luego de conversar con la gente que audicionaba para el reality-show American Idol en Hawái. En septiembre de 2004, la estación cambió de nombre, para ser KHNL NBC 8.

## Equipo de KHNL 8

### Lectores de noticias
- Marvin Buenconsejo - KHNL News 8 Sunrise, KHNL News 8 Today.
- Angela Keen - KHNL News 8 Sunrise, KHNL News 8 Today.
- Walter Makaula - KHNL News 8 de las 5 PM, K5 News at Nine en KFVE-TV.
- Howard Dashefsky - KHNL News 8 de las 6 PM y 10 PM.
- Stephanie Lum - KHNL News 8 de las 6 PM y 10 PM, K5 News at Nine en KFVE-TV.
- Diane Ako - KHNL News 8 de las 5 PM (domingo), 6 PM (sábado), y 10 PM (sábado y domingo), K5 News at Nine (fines de semana) en KFVE-TV.
- Paul Drewes - KHNL News 8 de las 5 PM (domingo), 6 PM (sábado), y 10 PM (sábado y domingo), K5 News at Nine (fines de semana) en KFVE-TV.

### Lectores del tiempo
- Sharie Shima - Meteoróloga Jefe - KHNL News 8 de las 5 PM, 6 PM y 10 PM.
- Paul Drewes - Meteorólogo - KHNL News 8 de las 5 PM (domingo), 6 PM (sábado), y 10 PM (sábado y domingo).
- Angela Keen - KHNL News 8 Sunrise, KHNL News 8 Today.

### Conductores de segmentos deportivos
- Russell Yamanoha - Director de Deportes - KHNL News 8 de las 6 PM y 10 PM.
- Reid Shimizu - KHNL News 8 de las 5 PM (domingo), 6 PM (sábado), y 10 PM (sábado y domingo), reportero de deportes.

### Reporteros
- Diane Ako - Lectora de noticias/Reportera
- Marvin Buenconsejo - Lector de noticias/Reportero
- Cindy Cha - Productora Web/Reportera
- Mari-Ela David
- Paul Drewes - Lector de noticias/Reportero
- Stephen Florino
- Beth Hillyer
- Angela Keen - Lectora de noticias/Reportera
- Leland Kim
- Walter Makaula - Lector de noticias/Reportero
- Roger Mari
- Mary Simms
- Minna Sugimoto
- Kristine Uyeno

## Televisoras de repetición
- KHBC Channel 2 (señal digital 22) Hilo
- KOGG Channel 15 (señal digital 16) Wailuku
- K65BV Channel 65 Lihue